# Котельнич
Котéльнич (рос. Коте́льнич; марій. Кäкшäр) — місто, річковий порт у Кіровській області (Росія), що розташоване на правому березі річки В'ятка біля її впадання в Молому, уздовж траси Транссибірської магістралі. Лежить за 124 км на південний захід від Кірова. Населення: 24 979  осіб (перепис 2010).     

## Історія
Місцевість Кокшаров вперше згадується в 1143 році як  місто марійців.  У 1182 році його зайняли новгородці і перейменували в Котельнич від слова котел (котловина), що означає «улоговина», «западина».  У 1459 році місто захопив московський князь Василь II. У 1489 році вся Вятська земля була захоплена Московським князівством. Статус міста Котельнич отримав у 1780 році 